# 成方街
39°54′26″N 116°21′17″E / 39.90723°N 116.35459°E
成方街是北京市西城区的一条街道，位于复兴门内大街以北，东起闹市口北街，西至复兴门北大街。全长500余米，宽近10米。

## 简介

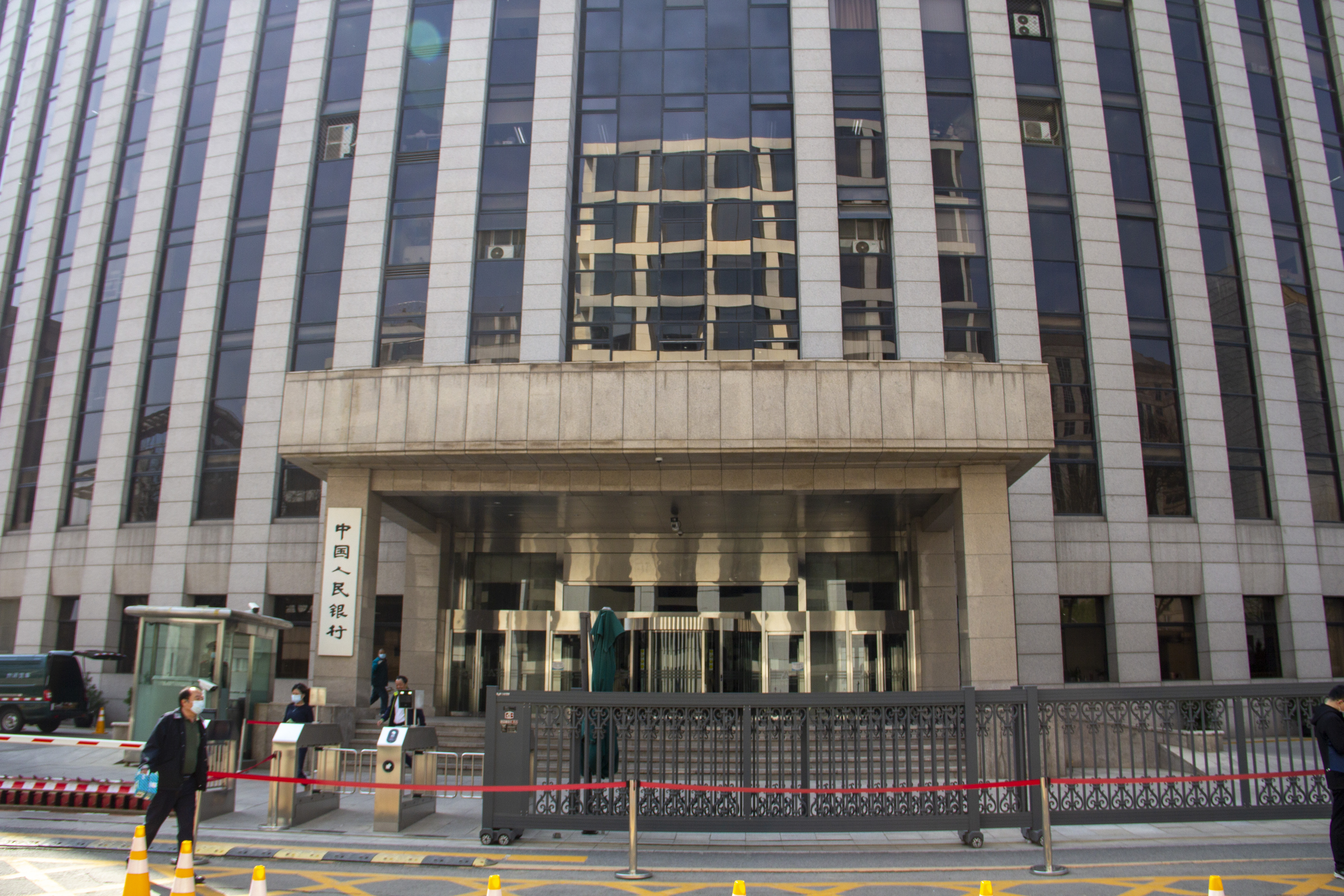
位于成方街32号的中国人民银行总行北门

成方街在清朝时名为“城隍庙街”，因此街路北原为北京都城隍庙而得名。该街元朝时称“城隍庙”，明朝时称“城隍庙横街”，清朝时称“城隍庙街”，中华民国时期，依谐音改称“成方街”。成方街31号即都城隍庙山门旧址。
明朝中叶，自每年五月祭祀都城隍逐渐形成了都城隍庙庙会，后来每月初一、十五、二十五都城隍庙开市，成为北京明朝最早且最大的庙会。清朝，都城隍庙庙会于每年五月初一到初十开市。庙会期间，自都城隍庙向西到北京内城西城墙的顺城街，向东至今闹市口北街和太平桥大街，闹市口也是因为该庙会而得名。庙会摊棚和香客众多，其中难免有不法之徒，所以有民谚称“闹市口常闹事，太平桥不太平”。清朝同治年间，都城隍庙发生火灾，庙大部被烧毁，庙会同时衰落。
目前成方街的主要建筑物包括中国人民银行总行、国家外汇管理局新址、北京长途电话大楼，“成方街32号”也成为央行总行的代称。